# لوكاس سبيندلهوفير
لوكاس سبيندلهوفير (بالألمانية: Lukas Spendlhofer) (2 يونيو 1993 في النمسا - ) هو لاعب كرة قدم نمساوي في مركز قلب الدفاع. شارك مع منتخب النمسا تحت 17 سنة لكرة القدم ومنتخب النمسا تحت 18 سنة لكرة القدم ومنتخب النمسا تحت 19 سنة لكرة القدم ومنتخب النمسا تحت 21 سنة لكرة القدم. أما مع النوادي، فقد لعب مع إنتر ميلان وشتورم غراتس ونادي فاريسي.

## وصلات خارجية
- لوكاس سبيندلهوفير على موقع قاعدة بيانات كرة القدم.إي يو (الإنجليزية)
- لوكاس سبيندلهوفير على موقع Soccerway.com (الإنجليزية)
- لوكاس سبيندلهوفير على موقع عالم كرة القدم.نت (الإنجليزية)